# Этрог, Сорель
Сорель Этрог (рум. Sorel Etrog, фамилия при рождении Эсерик; 29 августа 1933, Яссы, Румыния — 26 февраля 2014, Торонто) — израильский и канадский художник и скульптор-абстракционист. Этрог — один из ведущих представителей современного искусства в Канаде, участник Венецианской биеннале 1966 года и создатель награды канадской кинопремии «Джини». Кавалер ордена Канады и французского ордена Искусств и литературы, член Королевской канадской академии искусств.

## Биография
Сорель Этрог (при рождении Эсерик) родился в еврейской семье в Румынии в 1933 году и ребёнком пережил Холокост. Его отец Мориц (Мойше) Эсерик всю оставшуюся жизнь страдал от тяжёлых побоев, нанесенных немецкими солдатами. В 1947 году семья Морица и Тони Эсерик (в девичестве Вальтер) попыталась бежать из Румынии в Палестину, но была задержана на границе. В следующие три года семья, не имевшая собственного дома, скиталась по стране, перебиваясь случайными заработками, пока в 1950 году не получила официального разрешения выехать из Румынии в созданный к тому времени Израиль. Поначалу разрешение было получено только родителями Сореля, но после упорной борьбы в него удалось включить и его с сестрой.
В Израиле Эсерик, как и многих других репатриантов, поначалу разместили в маабаре (лагере для переселенцев) Шаар ха-Алия (ныне в составе хайфского района Хоф-Шикмона), а позже перевели в маабару в Ришон-ле-Ционе. Отец Сореля работал на прокладке дорог, а сам Сорель, по собственным воспоминаниям, «сидел дома, в дюнах, и рисовал». Уже тогда его не устраивали привычные рамки, и его первые деревянные скульптуры имели свободные формы. В эти годы начала складываться его индивидуальная манера как художника-абстракциониста. Несколько позже Сорель нашёл работу в качестве курьера по доставке лекарств в тель-авивской компании «Саломон-Левин-Эльштейн», и его «медицинский опыт» позволил ему после мобилизации в армию попасть в медицинскую службу. Его часть располагалась на базе в Яффо, и Сорель получил возможность параллельно с несением службы заниматься в Академии живописи и скульптуры в Тель-Авиве (в настоящее время Институт искусств и дизайна Авни) на стипендию, выделяемую солдатам. Среди учителей Этрога в академии были ведущие израильские мастера Моше Мокади, Иехезкель Штрайхман, Марсель Янко, Моше Штерншусс и Зохара (Анжелика) Шац.
В годы учёбы Этрог подружился с директором Тель-Авивского музея искусств Ойгеном Кольбом. Молодой скульптор познакомил Кольба со своими работами, и тот был впечатлён настолько, что организовал для него вначале участие в большой художественной выставке к десятилетию Израиля в Иерусалиме, а затем и персональную выставку в «Бейт Ционей Америка» в Тель-Авиве. Кольб безуспешно пытался выбить для Этрога стипендию на учёбу в Париже, но в итоге организовал ему небольшую стипендию для обучения в Нью-Йорке. Так Сорель стал в 1958 году студентом художественной школы Бруклинского музея, по ночам подрабатывая сторожем в доме престарелых. На следующий год одну из его ранних работ приобрёл музей Соломона Гуггенхайма, а затем произошло событие, переменившее жизнь Этрога: в одной из галерей он познакомился с канадским меценатом еврейского происхождения Сэмюэлом Заксом. Закс с ходу приобрёл ещё одну из его скульптур, а после визита в его студию, расположенную в бывшей рыбной лавке, пригласил скульптора в Торонто.

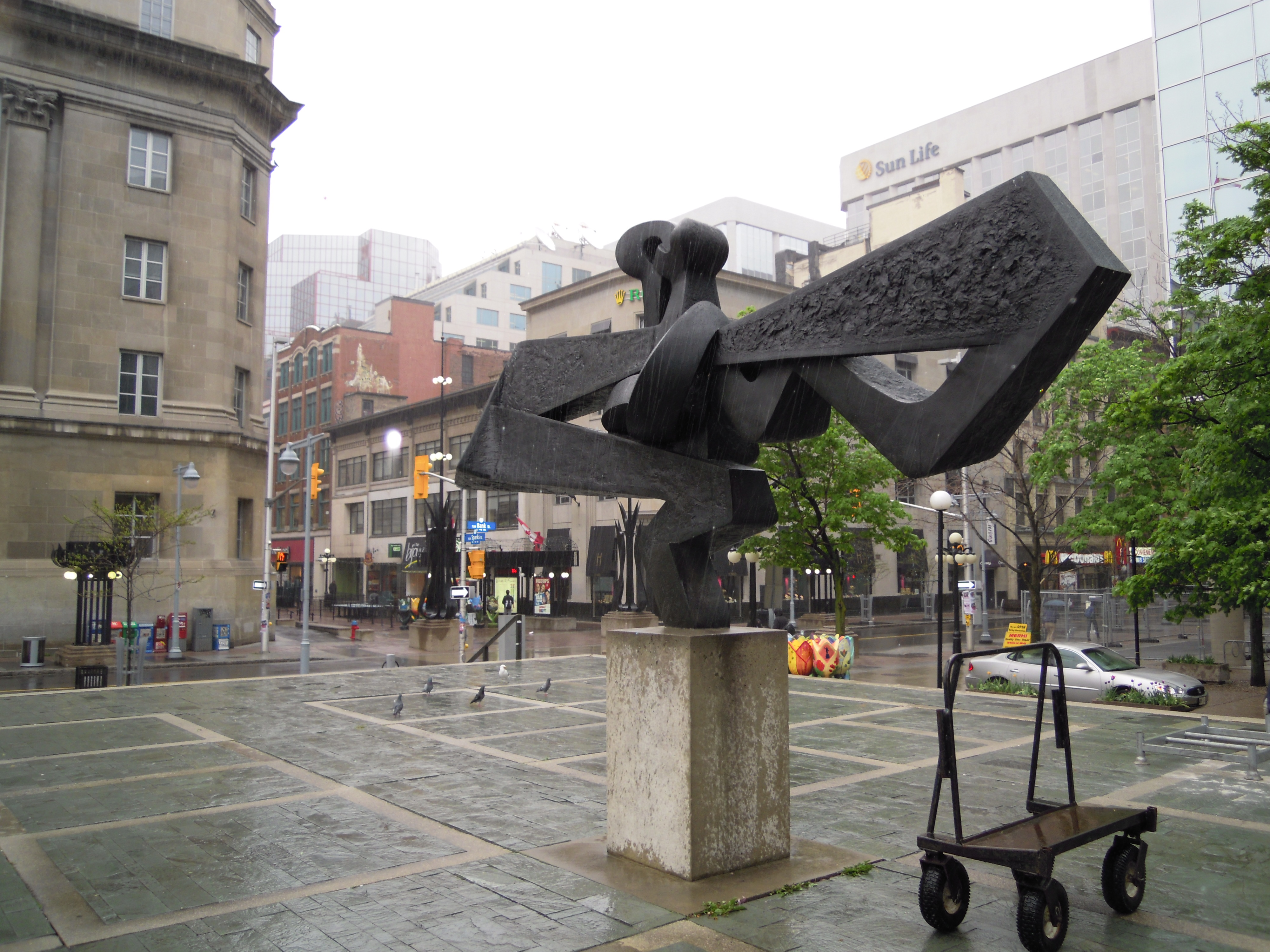
Скульптура Flight создана для Всемирной выставки 1967 года

Благодаря Заксу была организована первая персональная выставка Этрога в Канаде. В 1963 году он перебрался в Торонто и в 1966 году получил канадское гражданство. Тогда же Этрог стал одним из трёх канадцев (наряду с Алексом Колвиллом и Ивом Гоше), чьи работы были представлены на Венецианской биеннале. В 1967 году канадским правительством ему была заказана большая скульптура для Всемирной выставки в Монреале. В том же году скульптура Этрога Survivors Are Not Heroes («Те, кто выжил, — не герои») стала частью международной выставки в Национальной галерее Канады, а год спустя именно ему было поручено создать статуэтку, которая будет вручаться лауреатам канадской кинопремии — аналога «Оскара» (впоследствии премия получила название «Джини», но её награда неофициально продолжает носить имя «Этрог»).
В дальнейшем Этрог делил своё время между Торонто и Флоренцией, где с 1965 года содержал мастерскую, позволявшую ему работать над самыми крупными скульптурами. Он умер в Торонто в феврале 2014 года в возрасте 80 лет.

## Творчество
Стиль Сореля Этрога демонстрирует влияние как сюрреализма и творчества Пабло Пикассо 1930-х годов, так и более современных скульпторов, таких, как другой уроженец Румынии Константин Бранкузи, американский абстрактный экспрессионист Дэвид Смит и британцы Генри Мур и Барбара Хепуорт. При том, что в целом творчество Этрога можно охарактеризовать как абстрактное, практически во всех его работах можно увидеть отсылки к конкретным формам, чаще всего — к человеческой фигуре. Основополагающей темой творчества Этрога является целостность человеческого тела в индустриальном обществе, и характерная для него композиция состоит из причудливо переплетённых деталей, напоминающих машинные узлы. Примерами могут служить две бронзовых скульптуры — Ariana (Big Queen), где выходящий из пьедестала стержень кверху расширяется, образуя округлые формы, напоминающие плечи и голову; и Don Giovanni, где скрученные в узел формы трансформируются в грубые, угловатые «крылья», в свою очередь изгибающиеся в верхней части в треугольник, символизирующий голову. Этрог при работе над масштабными работами из металла использовал гипсовые модели, что позволяло ему достигать большой точности и пластичности в деталях.
Среди наиболее известных работ Этрога — три скульптуры, выполненные им на заказ. Flight («Полёт»), изготовленный для Всемирной выставки 1967 года (ныне в коллекции Банка Канады), представляет собой крылья, расправляющиеся из комка деталей; сооружение увенчивают две соединённых головы. Тесно переплетённые бронзовые зажимные клинья в статуе Dreamchamber, выполненной в 1976 году и располагающейся в Торонто, создают подобие человеческого мозга, распахнутого на всеобщее обозрение. Изготовленная в 1984 году для финансового центра Sun Life в Торонто одноименная скульптура представляет собой абстрактную картину солнца — стальные полосы, вертикально вздымающиеся над круглым основанием. Копия его скульптуры 1960 года Sunbird II установлена в 1994 году в Нормандии в ознаменование 50-й годовщины операции «Нептун». Другие известные работы, выполненные Этрогом на заказ, находятся в Олимпийском парке Сеула (Power Soul, 1988) и музеях Лос-Анджелеса и Уинсора. Среди прочих музеев, где представлены скульптуры Этрога, — Художественная галерея Онтарио (где в 2013 году прошла посвящённая ему ретроспектива), Национальная галерея Канады, Нью-Йоркский музей современного искусства, Музей Соломона Гуггенхайма, галерея Тейт в Лондоне, Центр Помпиду в Париже и Художественный музей Карнеги в Питтсбурге. Планируется также открытие парка скульптур при торонтской больнице «Маунт Синай», где будет размещено свыше ста скульптур работы Этрога.
Помимо скульптурных работ, наследие Этрога включает живопись и графику. Он часто использовал графические средства для визуализации идей, позднее воплощённых в скульптуре. Среди примеров подобных работ — «Владимир и Эстрагон (В ожидании Годо)» и «Две гаитянки (Памяти Гогена)». В первой работе гигантские руки переплетаются с безликими головами, составленными из болтов и шайб; во второй, выполненной в сочетании холодных синевато-серых и насыщенных красных тонов, две схематичные фигуры, обращённые навстречу друг другу, сплетены из гаечных ключей. Этрог иллюстрировал книги Эжена Ионеско, Сэмюэла Беккета и Маршалла Маклюэна, а также публиковался сам как поэт и драматург. Выпущенная совместно с Маклюэном книга содержала кадры из снятого самим Этрогом экспериментального фильма «Спираль» (англ. Spiral), над которым он работал четыре года и который транслировался CBC в 1975 году. К 78-й годовщине Беккета Этрог поставил в 1984 году спектакль «Воздушный змей» (англ. The Kite) при участии солистки Национального балета Канады Глории Луомы. Другая театральная постановка — «Музыкейдж» (англ. Musicage) — была подготовлена им в 1982 году к 70-летию американского композитора-авангардиста Джона Кейджа.

## Награды и звания
Творчество Сореля Этрога было отмечено государственными наградами. Он был произведён в кавалеры ордена Канады и французского ордена Искусств и литературы. Он также являлся членом Королевской канадской академии искусств.